# Tàrent
|  | «Taranto» redirigeix aquí. Vegeu-ne altres significats a «Taranto (música)». |

Tàrent (en català antic Taràntol, en italià Taranto, en tarentí, Tarde) és un municipi italià, situat a la regió de la Pulla (en italià Puglia, en tarentí Pugghie) i a la província de Tàrent. L'any 2019 tenia 195.024 habitants. La província de Tàrent té 2.437 km² i 500.000 habitants. En la ciutat, i una mica per la regió de la Pulla, a més de l'italià s'hi parla el tarentí (en tarentí tarandíne).

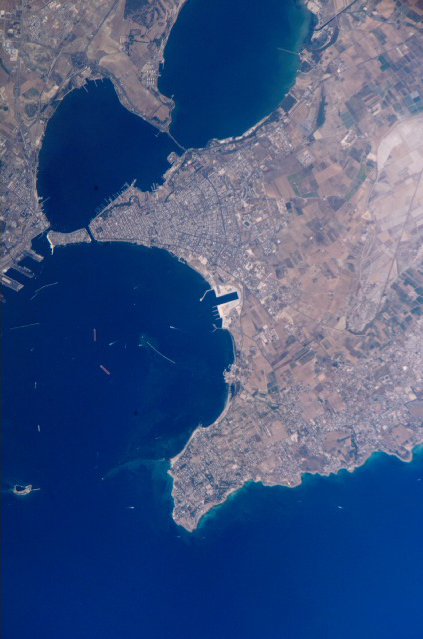
Tarento (NASA)

Limita amb els municipis de Carosino, Faggiano, Fragagnano, Grottaglie, Leporano, Massafra, Monteiasi, Montemesola, Monteparano, Pulsano, Roccaforzata, San Giorgio Ionico i Statte.

## Història
Fou una colònia grega amb el nom de Taras o Tarantos, va donar nom al golf on se situa (golf de Tàrent). Fou fundada vers el 706 aC per Esparta amb poca diferència de temps de les colònies de Síbaris i Cròtona. Els colons eren joves que havien nascut durant la primera guerra messènica i dels quals hi havia dubtes sobre els seus orígens; van intentar una revolució a Esparta que va fracassar i van decidir emigrar dirigits per Phalantus. Se'ls va conèixer com a partenis. La ciutat era probablement ja un poblet natiu, i el seu nom fou adoptat pels colons, i probablement era el mateix nom que el riu encara avui conegut com a Taras si bé els grecs van atribuir el nom a l'heroi llegendari Taras, suposat fill del déu Posidó i d'una nimfa del país. Amb el temps Taras fou objecte de culte i també Phalantus i les dues figures van arribar a confondre's. Com que el seu port era l'únic del golf d'una mesura acceptable i la ciutat estava molt ben situada, va esdevenir un gran empori comercial, amb molta riquesa tot i que les terres no eren gaire fèrtils (però produïen molta oliva i vinya).
Els tarentins van estendre el seu domini sobre les terres veïnes i es van enfrontar amb els natius de l'interior, els messapis i els peuquetis que van derrotar repetidament i es van apoderar de les seves ciutats. Fins que un dia del 473 aC els tarentins, que combatien junt amb els de Rhegio, foren derrotats severament pels messapis, i va caure el govern aristocràtic (un rei a la manera d'Esparta) i s'hi va imposar una democràcia.
Més tard es van oposar al fet que Thuris, una altra colònia, dominés el districte de Siritis, cosa estranya, ja que aquest districte estava separat del territori de Tàrent pel de Metapontos; com que els de Thuris van continuar endavant va esclatar la guerra i els thurians van tenir el suport de l'exiliat espartà Cleandrides. Finalment es va arribar a un acord pel qual en el territori disputat es va crear una nova colònia conjunta anomenada Heracleia de Lucània (432 aC) que tot i ser de formació comuna seria considerada només colònia de Tàrent.
Durant l'expedició dels atenencs a Sicília els tarentins van rebutjar donar avituallament i assistència a la flota expedicionària, si bé sí que van proveir els vaixells corintis i lacedemonis. La segona flota atenenca, dirigida per Demòstenes i Eurimedon, va parar a les illes Coerades, a l'altre costat del port de Tàrent, i va embarcar alguns auxiliars que van aportar els messapis.
Durant el següent segle la pau i la prosperitat va ser general. El govern fou influït o exercit per Arquites (Archytas) filòsof pitagòric, que fou estrateg almenys set vegades i fou victoriós a les seves lluites (vers 380-360 aC). Aquestes lluites degueren ser contra els messapis.
Però la pau es va acabar quan es va iniciar la lluita amb els lucans. Arquidamus, rei d'Esparta, va fer una expedició a Itàlia vers el 346 aC. Res se sap de la seva expedició, que va durar uns anys, mes que es va acabar amb una desfeta vers el 338 aC a Mandúria, a uns 40 km de Tàrent, en la qual va morir. La victòria fou pels messapis però aquestos havien cridat en ajut als lucans. Després d'això els messapis i lucans restaran aliats.
El 332 aC, Alexandre rei dels molossos de l'Epir, va ser invitat pels tarentins i va anar a la zona on va lluitar fins al 326 aC; primer va derrotar els messapis i els va obligar a signar la pau, i després va combatre els lucans i els brucis; els lucans i els samnites foren derrotats en una gran batalla prop de Paestum, i Alexandre va entrar al cor del territori dels brucis. Però enemistat amb els tarentins es va girar contra ells i va ocupar Heracleia i va planejar transferir la seu del congrés de les ciutats gregues de la Magna Grècia (que era a Heracleia) vers una ciutat del riu Acalandros en territori de Thuris, però va morir el 326 aC abans de portar-ho a terme.
El 326 aC Tàrent va prometre ajut a Nàpols contra Roma, però mai no ho va complir i es van limitar a incitar els lucans contra Roma. El 321 aC els tarentins van fer de mediadors entre romans i samnites i van amenaçar amb la guerra al bàndol que no parés les hostilitats, amenaces que no es van materialitzar. El 303 aC van fer un tractat pel qual es va establir que els romans no podrien passar el Cap Lacini, però els romans el van violar el 302 aC, quan una flota dirigida per L. Cornelius va entrar al golf de Tàrent per portar ajut a Thuris, i va estar a la vista de la ciutat.
El 303 aC els tarentins van haver de demanar ajut exterior a Esparta i un exèrcit mercenari dirigit per Cleonim, oncle del rei d'Esparta va arribar a la ciutat. Lucans i Messapis van demanar la pau. Però Cleonim es va enemistar amb els tarentins per la seva arrogància i la seva luxúria. Llavors els tarentins van demanar assistència a Agatocles, que sembla que no els va atendre i que, al contrari era aliat dels iapigis i peuquetis. Els romans van ajudar a Thuris contra els Lucans el 283 aC, durant la quarta guerra samnita; els tarentins van atacar la flota romana i van enfonsar quatre naus i en van agafar una, i després van atacar Thuris amb la justificació de què havien cridat els romans, i van ocupar la ciutat i expulsar la guarnició romana. Roma va enviar ambaixadors a demanar explicacions però les peticions romanes foren rebutjades i l'ambaixador fou tractat tan malament que no va quedar més remei a Roma que declarar la guerra el 281 aC, guerra que es va portar amb poca energia. Els tarentins van demanar ajut al rei Pirros de l'Epir, que va enviar el seu general Milo a ocupar la ciutadella de Tàrent amb tres mil homes, i ell mateix hi va anar poc després. El tarentins en aquesta època eren molt refinats i no els interessava gaire la guerra, però encara podien disposar de forces importants: un cos de cavalleria i una important força de falange amb armament pesant, anomenats el Leucaspides (pels seus escuts blancs) que van lluitar al costat de Pirros, especialment a la batalla d'Asculum. Després d'un temps de victòries, Pirros fou finalment derrotat per Curi i es va retirar d'Itàlia el 274 aC deixant el general Milo amb una guarnició, però els tarentins es van dividir entre els partidaris de sotmetre's a Roma i els partidaris de demanar ajut a Cartago. Una flota cartaginesa fou enviada a Tàrent però va arribar massa tard quan ja Milo havia capitulat i havia rendit la ciutadella al cònsol romà Papirius (272 aC).
Des de llavors, Tàrent va quedar subjecte a Roma, però la ciutat va romandre formalment independent i els ciutadans tenien les seves pròpies lleis i van conservar les terres. Una legió romana es va estacionar a la ciutat. Els romans la van anomenar Tarentum.
Durant la primera guerra púnica els tarentins van proveir els romans de vaixells. A la segona guerra púnica la ciutat fou una estació militar romana. Hanníbal va planificar ocupar-la per assegurar-se les comunicacions amb Àfrica i el partit cartaginès a la regió va obrir negociacions amb el cap cartaginès després de Cannas, però la guarnició romana a la ciutat va impedir qualsevol intent, fins que el 212 aC els caps del partit cartaginès, Nico i Filemenos, van prendre el poder i van reduir a la guarnició romana a la ciutadella i com que l'atac va fracassar la ciutadella fou assetjada per mar i terra. El setge va durar dos anys ja que els assetjats podien rebre alguns subministraments per naus romanes que trencaven el bloqueig; una flota enviada per Roma sota comandament de Quintius fou derrotada pels tarentins. El 209 aC Fabi va anar contra la ciutat i la va assetjar i es va establir al nord de la ciutat, podent entrar en contacte amb Livius, comandant de la ciutadella. Però accidentalment els romans van poder sorprendre i ocupar la ciutat quasi sense lluita i la guarnició cartaginesa fou exterminada junt amb molts habitants que havien afavorit els cartaginesos. Livi va respectar els monuments i edificis si bé va transferir a Roma l'estàtua d'Hèrcules de Lisip que va adornar el Capitoli. Es va fer un gran botí incloent molt d'or. Durant els intents cartaginesos d'ocupar la ciutat, els setges i la reconquesta romana, la ciutat va quedar malmesa. Fabi es va oposar a reduir la ciutat a la mateixa condició que Capua, i la decisió final es va posposar al final de la guerra, però no se sap quina va ser la decisió final del senat, però apareix en el període següent retenint encara part de la seva llibertat com a ciutat federada i aliada.
Un pretor romà fou enviat al sud d'Itàlia i va tenir residència generalment a Tàrent. El pretor L. Postumius va investigar el 185 aC els ritus de les bacanals que es feien a la ciutat, tant entre els ciutadans com entre els esclaus.
El 123 aC Gai Semproni Grac va establir una colònia romana a Neptúnia, al territori de Tàrent. Si bé la colònia va adquirir prosperitat, la ciutat de Tàrent va anar decaient a poc a poc però s'hi van mantenir la llengua i els costums grecs, com passava també a Neàpolis i Rhegium. El port la va preservar d'una decadència més profunda com fou el cas d'altres ciutats de la Magna Grècia.
A Tàrent van fer un acord Antoni i Octavi el 36 aC. Als anys següents el port de Brundusium va agafar més importància i va afavorir la decadència de Tàrent. Amb l'emperador Neró s'hi va establir una altra colònia, aquesta de veterans, que no va arrelar. No torna a aparèixer a la història fins al segle iv quan s'havia recuperat i mantenia la importància del seu port. Fou capturada per Belisari als ostrogots però reconquerida per Tòtila el 549 que la van retenir fins que fou reconquerida per Narses i va romandre en mans romanes d'Orient fins que fou ocupada pel duc llombard de Benevento, Romuald, el 661.
L'historiador Ibn al-Athir esmenta un emirat de Tàrent, que va existir entre el 845 o 846 i el 880. De les activitats sarraïnes a la zona no se'n sap res però ja abans de l'establiment de l'emirat a Tàrent, bandes de sarraïns actuaven a la zona i milicians musulmans van servir els prínceps Radelchis I (839-851) de Benevent, i Sicone II (839-851) de Salern; dos aventurers coneguts pels noms llatinitzats de Apolaffar i Massar (Abu Djafar i Abu Mashar segurament) van dirigir les milícies musulmanes de la zona de Tàrent i la Pulla al servei el primer de Salern i el segon de Benevent. Es suposa que foren no sols els caps de la milícia sinó emirs de part del que després fou l'emirat de Tàrent i haurien dominat la regió excepte la ciutat de Tàrent el primer vers el 840 i fins al 845 i el segon vers 845-850. Tàrent hauria estat conquerida vers el 845 i fou reconquerida pels romans d'Orient vers el 880 fins que Robert Guiscard la va ocupar el 1063 i des de llavors fou un principat.
El principat de Tàrent va formar part del regne de Nàpols i de les Dues Sicílies fins a la seva incorporació a Itàlia el 1861. Fou base aliada a la Primera Guerra Mundial.

## Llocs d'interès
Els principals llocs d'interès es troben al Borgo Antico (Ciutat antiga), que és la zona de la Tàrent grega i romana i conté els monuments més importants de la ciutat. El nucli antic està travessat per via Duomo, on es troben nombrosos edificis, no sempre en bon estat, carrerons estrets i escales que ens porten d'una banda a l'altra, i que deixen entreveure com era la ciutat fa uns anys.

### Castell Aragonès de Tàrent

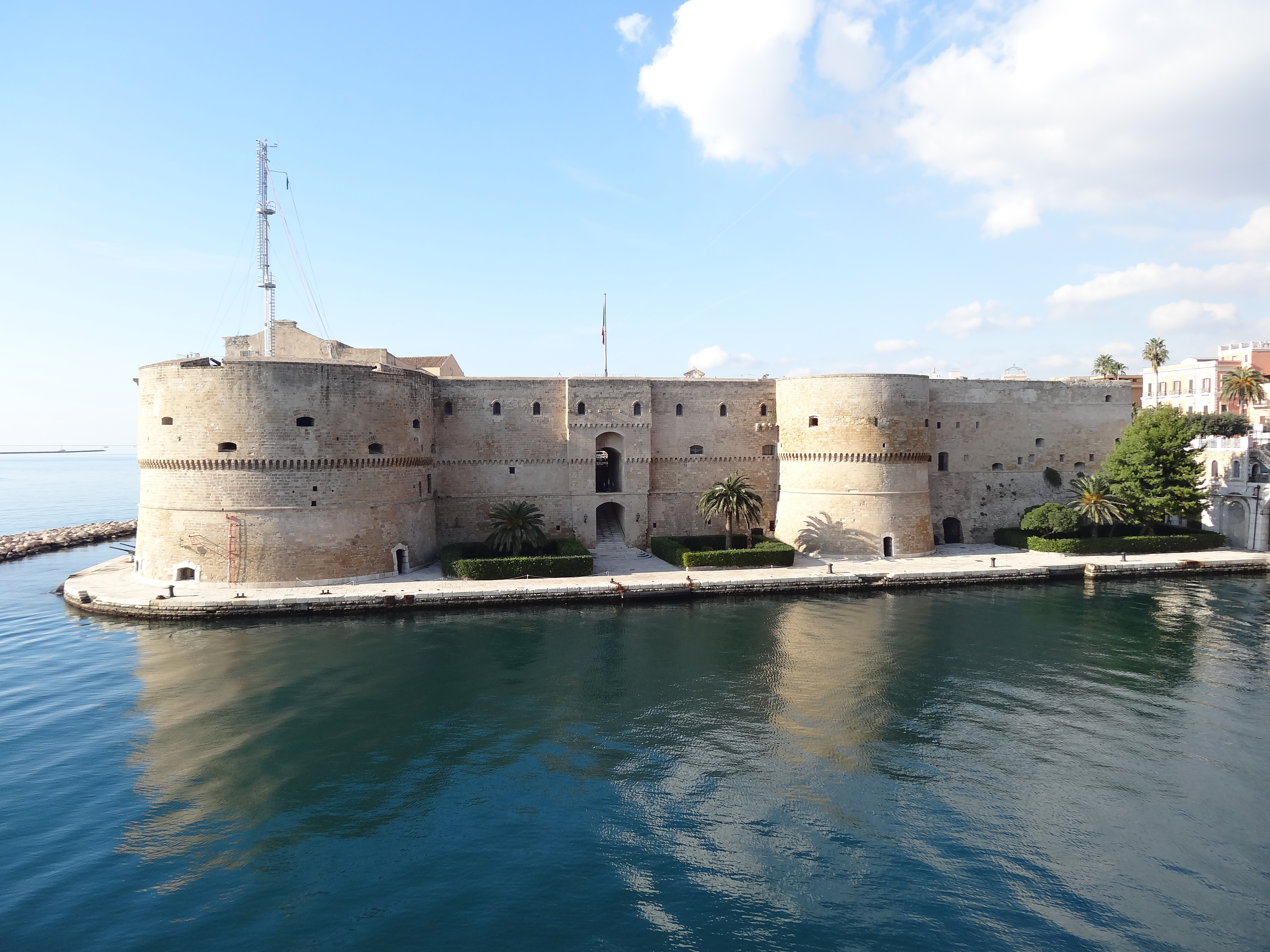
Castell Aragonès

El Castell Aragonès (Castello Aragonesse en italià) té una planta rectangular i un gran pati central. La primera part del castell es remunta a 916, quan els romans d'Orient van començar la construcció de la «Rocca» per a protegir-se dels sarraïns i de la República de Venècia. En 1481 es va fer un canal navegable més estret que l'actual, per permetre el pas de petites embarcacions i millorar la capacitat defensiva del castell.
En 1486 Ferran el Catòlic va encarregar a l'arquitecte Francesco di Giorgio Martini ampliar el castell i donar-li l'estructura actual, ja que l'ús d'armes de foc després del descobriment de la pólvora, feia que fossin necessàries torres amples i baixes per esmorteir l'impacte de les bales de canó, de manera que el nou fort es compon de set torres, quatre dels quals porten el nom de Sant Cristòfor, a Sant Llorenç, a la Bandera i l'Anunciació. Amb l'arribada dels Habsburg el 1707, el castell va perdre la seva importància com a element militar, convertint-se en una presó. Amb Napoleó Bonaparte va tornar a la seva funció original. En 1883 es varen demolir algunes torres i part de la murada per donar pas al canal de navegació actual i al pont giratori. En 1887 el castell es va convertir en una de les seus de la Marina Militar Italiana.

### Palazzo di Città

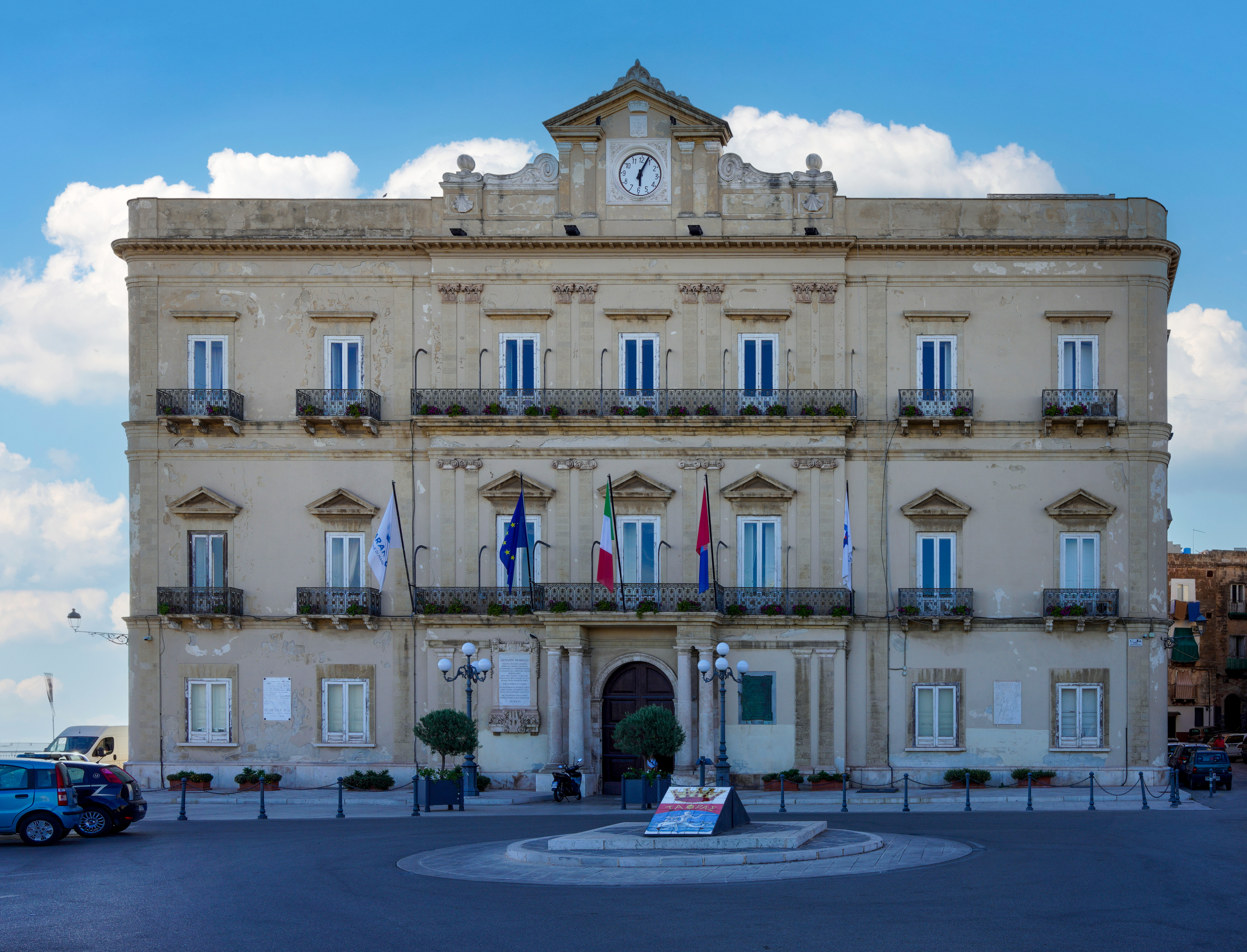
Palazzo di Città

Aquest palau va ser construït entre 1864 i 1869 segons el disseny de l'arquitecte Davide Conversano, autor del pla urbà del Borgo. És la seu del municipi del Borgo Antico.

### Església de Sant Domenico Maggiore

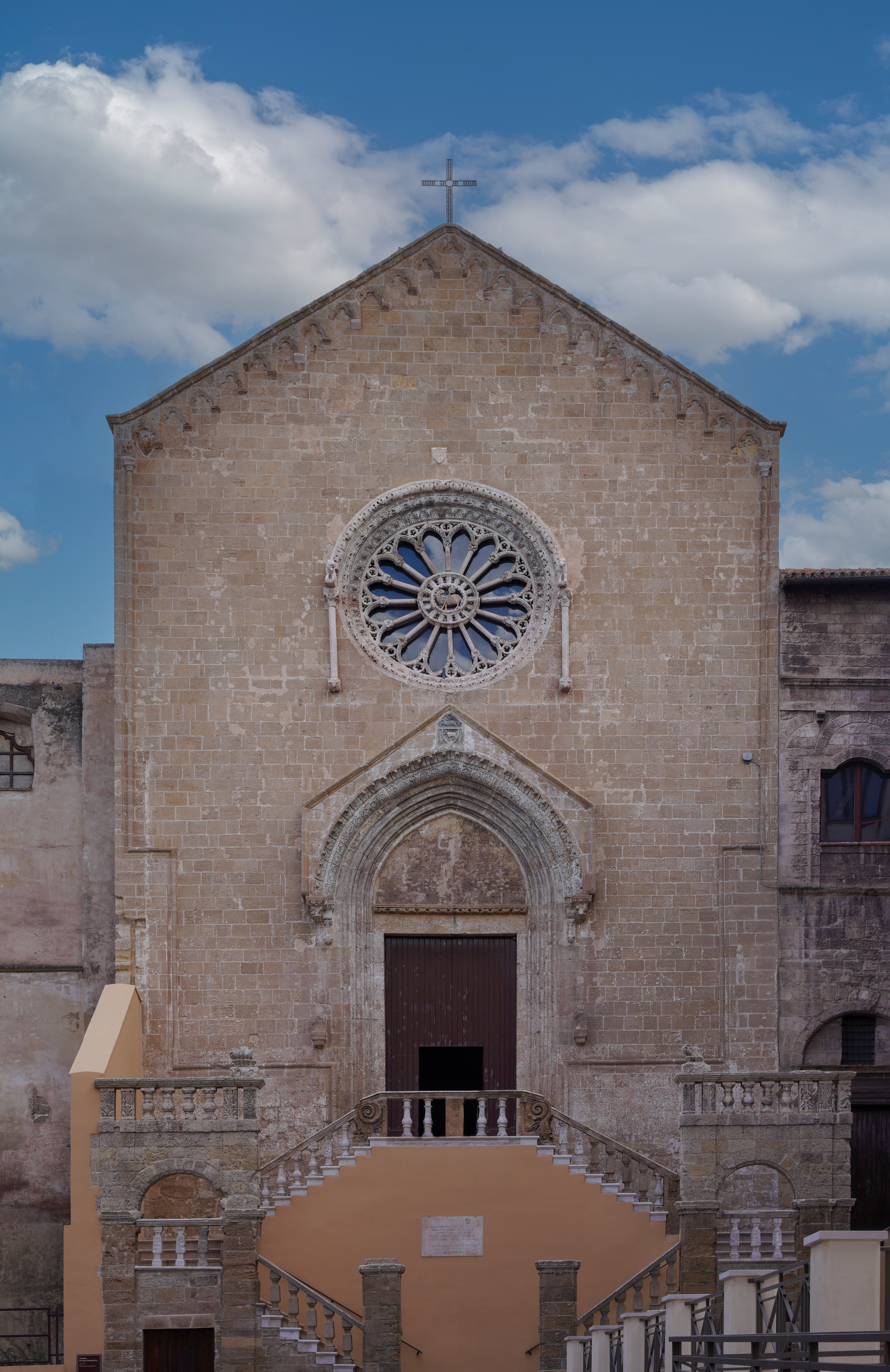
Església de Sant Domenico Maggiore

Aquesta església va ser construïda en 1302 al cor del nucli antic de Tàrent. Anteriorment hi havia un antic temple grec, reconstruït cap al segle V aC.
S'accedeix a l'entrada principal de l'església per una escala construïda al centre de l'estructura cap a finals del segle xviii, just quan es va construir l'anomenada vessant de Sant Domenico, que connecta la Via Duomo amb la part baixa de l'illa.
A l'interior de l'església es pot admirar l'esplèndid sostre de fusta pintada, i també algunes pintures situades a l'interior de les capelles laterals.

### Catedral de Sant Cataldo

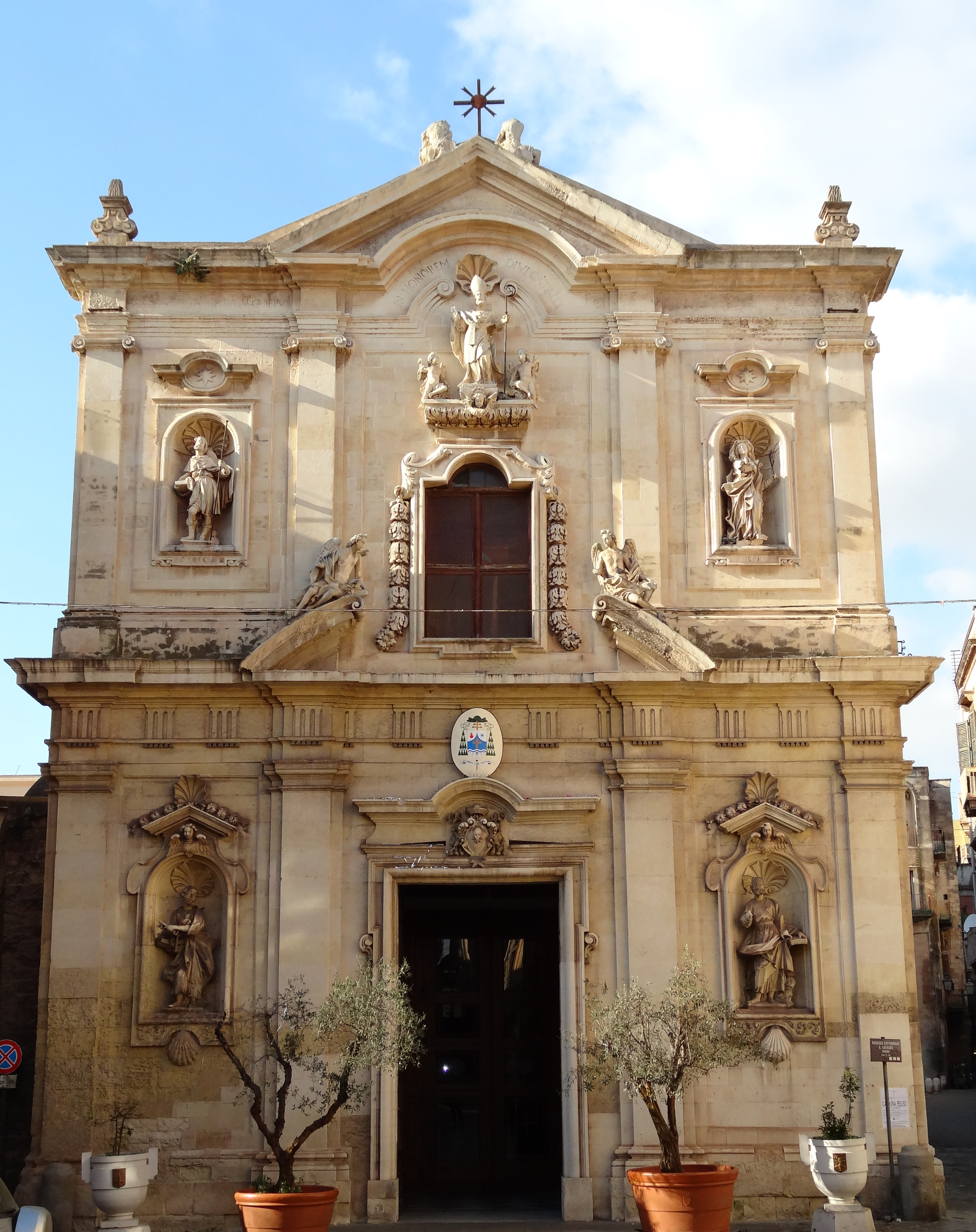
Catedral de Tàrent

És la catedral de Tàrent i està dedicada a Sant Cataldo, patró de la ciutat. És d'origen medieval però va ser modificada durant l'època barroca i alberga les restes del sant en una capella lateral. La façana d'estil barroc és del segle xviii i conté nínxols de sants, àngels i medallons. L'interior té 84 metres de longitud, i consta de tres naus i nombroses capelles. El sòl conserva vestigis de la decoració antiga amb mosaics, mentre que les parets estan ricament decorades. La catedral de Sant Cataldo està adornada amb marbres policroms i imatges del segle xviii. Allà es conserven les restes del sant.

### Lungomare Vittorio Emanuele III

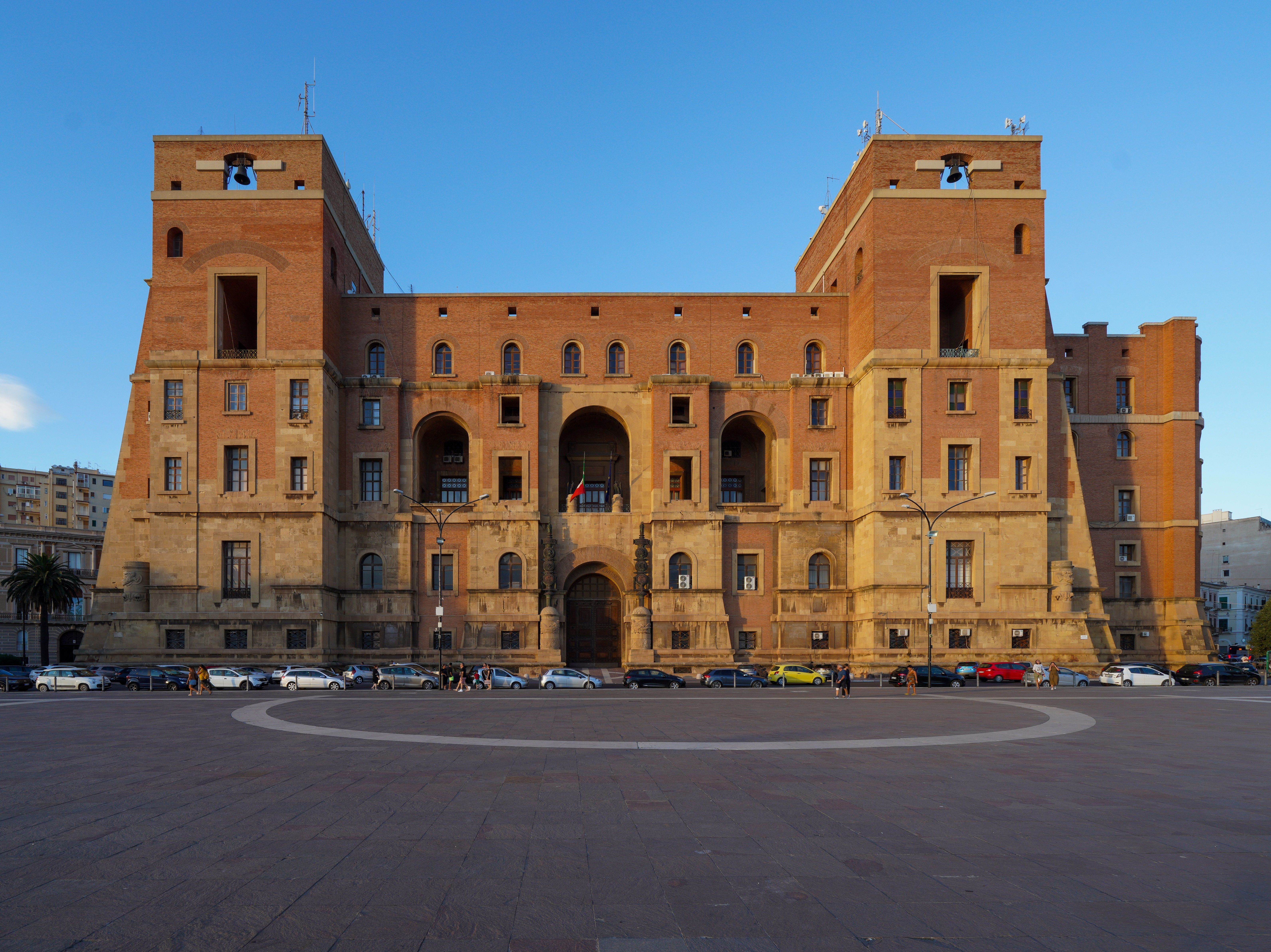
Palazzo del Governo al Lungomare Vittorio Emanuel III

Passeig marítim i platja dels habitants de Tàrent, el Lungomare Vittorio Emanuele III és un meravellós tram panoràmic que discorre al llarg de la Gran Mar, des del Ponte Girevole fins a la Piazza Ebalia. Aquest passeig té uns deu metres d'ample i més d'un quilòmetre de llarg, flanquejat per baladres i palmeres, i ofereix una bonica vista de l'arxipèlag Cheradi, que tanca el port natural de Tàrent.
Al passeig marítim es troben uns imponents edificis de principis del segle xx. A la cantonada amb la plaça Ebalia es troba el Palazzo della Banca d'Itàlia, dissenyat per Bazzani. A l'altre extrem del passeig es troba el Palazzo delle Poste, també dissenyat per Bazzani i una mica més endavant destaca per la seva majestuositat el Palazzo del Governo, dissenyat per Brasini. Davant d'aquest palau hi ha l'anomenada Rotonda, amb una excel·lent panoràmica sobre el mar.

## Fills il·lustres
- Mario Pasquale Costa (1858-1933), compositor musical.
- Nearc de Tàrent